# Pedro Manuel de Arandía Santisteban
Pedro Manuel de Arandía Santisteban (Ceuta, 1699 - 31 mei 1759) was een Spaans koloniaal bestuurder en ridder in de Orde van Calatrava.
In het eerste jaar van zijn periode als gouverneur kreeg Arandía te maken met een hevige uitbarsting van de Taal. Deze gebeurtenis zorgde ervoor dat de lucht in Cavite midden overdag pikzwart werd. Ook in het iets verder gelegen Manilla was het overdag donker. Vier dorpen aan de rand het het meer werden verwoest door de neervallende as en de uitbarsting viel samen met een serie hevige aardschokken. De uitbarsting duurde van september tot december 1754.
Arandía voerde direct na zijn aankomst hervormingen door in het Spaanse leger in de Filipijnen door het leger te structureren naar het model zoals hij dat uit Spanje kende. Ook verhoogde hij het inkomen van de soldaten en officieren. Zijn hervormingen wekten echter wel weerstand op bij bepaalde groeperingen. Hij lag overhoop met de Audienca en de aartsbisschop van Manilla. Ook waren er in zijn periode als gouverneur veel problemen met de moslims (moro's) uit het zuiden van de Filipijnen. Arandía was verantwoordelijk voor de bouw van de alcaiceria (markt) van San Fernando.
Omdat de aartsbisschop van Manilla op de dag van het overlijden van Arandía nog niet in de Filipijnen gearriveerd was, werd Miguel Lino de Ezpeleta, de bisschop van Cebu, de interim-gouverneur.